# HD 21856
HD 21856，又名BD+34 674，SAO 56531、HR 1074，是一颗恒星，视星等为5.9，位于銀經156.32，銀緯-16.75，其B1900.0坐标为赤經3h 26m 17.8s，赤緯+35° -16.75′ 18″。